# オレーク (防護巡洋艦)
|          |                                                                                 |
| 艦歴     |                                                                                 |
| 起工     | 1902年7月6日                                                                    |
| 進水     | 1903年8月14日                                                                   |
| 就役     | 1904年6月24日                                                                   |
| その後   | 1919年撃沈                                                                      |
| 除籍     |                                                                                 |
| 性能諸元 |                                                                                 |
| 排水量   | 設計時：6,645トン 常備：6,752トン                                               |
| 全長     | 134m 130.7m（水線長）                                                           |
| 全幅     | 16.6m                                                                           |
| 吃水     | 8.97m（設計） 9.24m（常備）                                                     |
| 機関     | ベルヴィール式石炭専焼水管缶15基 +直立型三段膨張式四気筒レシプロ機関2基2軸推進  |
| 最大出力 | 13,300hp                                                                        |
| 最大速力 | 23ノット                                                                        |
| 燃料     | 800トン（常備） 1,300トン（満載）                                               |
| 航続距離 | 20ノット/3,600海里（常備） 20ノット/4,000海里（満載）                           |
| 乗員     | 589名                                                                           |
| 兵装     | 152mm砲12門（連装砲塔2基、両舷に単装8基） 75mm12門 38.1cm水中魚雷発射管2門 ほか |
| 装甲     |                                                                                 |

オレーク（ロシア語: «Оле́гъ»）は、ロシア帝国海軍の防護巡洋艦である。建造当初は一等巡洋艦、1907年9月27日以降は巡洋艦に分類された。

## 艦歴
1902年7月6日にボガトィーリ級防護巡洋艦の5番艦として起工。1903年8月14日進水。1904年6月24日に就役しバルト艦隊に配備された。
日露戦争では第2太平洋艦隊の一員として、日本海軍により旅順に閉じ込められている第1太平洋艦隊の救援に向かい、1905年5月15日の日本海海戦に参加。「オレーク」は損傷したが逃走に成功し、巡洋艦「アヴローラ」および「ジェームチュク」とともにマニラにたどり着いてそこで抑留された。戦後、「オレーク」はバルト海に戻った。その後は、バルト海方面において艦隊の復興のための練習航海に従事した。
第1次世界大戦が始まると「オレーク」は第1巡洋艦戦隊の一員となった。1914年8月26日、「オレーク」は巡洋艦「ボガトィーリ」とともにバルト海での機雷敷設作戦を支援し、「オレーク」自身も機雷を敷設した。1915年7月2日、ゴットランド沖での海戦に参加。
1917年の十月革命では、「オレーク」乗員はボリシェヴィキ支持を表明した。白軍やエストニア軍、それにイギリスなどの革命干渉軍との戦争において、労農赤色海軍の中では最も稼働率の高い艦のひとつとなった。1918年3月のブレスト＝リトフスク条約でヘルシンキの基地から去らなくてはならなくなると、「オレーク」はクロンシュタットへ向かった。1918年11月、「オレーク」と「ボガトィーリ」は頓挫した赤軍によるエストニア侵攻に参加。1919年6月17日、クロンシュタットでイギリス海軍の魚雷艇「CMB-4」の雷撃により沈没。1919年と1933年に一部が引き上げられ、残りは1938年に引き上げられてスクラップにされた。